# Заколдованный дом (фильм, 2000)
Эксперимент в Сент-Фрэнсисвилле (англ. The St. Francisville Experiment) — американский фильм ужасов 2000 года режиссёра Теда Николау. По легенде фильма все сцены были сняты вживую, актёры снимаются под своими реальными именами, а также у фильма нет сценариста. Премьера фильма состоялась 15 апреля 2000 года.

## Сюжет
Четырём студентам предстоит провести одну ночь в одном из домов Луизианы, в котором обитают привидения. В течение первой части рассказывается об истории дома и о призраках в нём обитающих. В частности об этом говорят историк-краевед и жрица вуду. Демонстрируется снаряжение, среди которого имеется и пирометр, с которым студентам предстоит осматривать дом. Кроме того у каждого студента имеется видеокамера, которая будет всё фиксировать. Следующая часть фильма посвящена хождениям упомянутых студентов по мрачному дому, его запылённым комнатам и помещениям. Естественно привидения, населяющие дом, дали о себе знать убийствами и причинением вреда здоровью.